# Kodeks kanonów Kościołów wschodnich
Codex canonum Ecclesiarum Orientalium auctoritate Joannis Pauli PP. II promulgatus (pol. kodeks kanonów Kościołów wschodnich, skrót: CCEOr lub KKKW) – jednolity zbiór prawa kanonicznego dla katolickich Kościołów wschodnich promulgowany 18 października 1990 r. przez papieża Jana Pawła II konstytucją Sacri canones. Wszedł w życie 1 października 1991 r.
Zbiór składa się z 30 tytułów, które są podzielone na rozdziały składające się z artykułów, te zaś z numerów. Zawiera 1546 kanonów.

## Podział przedmiotowy
- 6 kanonów wprowadzających
- prawo osobowe (kan. 7-583)
- posługa nauczania (kan. 584-666)
- posługa uświęcania (kan. 667-895)
- normy o akatolikach i ekumenizmie (kan. 896-908)
- posługa pasterska (kan. 909-1006)
- dobra doczesne Kościoła (kan. 1007-1054)
- prawo procesowe (kan. 1055-1400)
- prawo karne (kan. 1401-1487)
- normy ogólne (kan. 1488-1546)

Przepisy Kodeksu obowiązują jednakowo wszystkie katolickie kościoły wschodnie. Uwzględniają jednak również prawo partykularne poprzez bezpośrednie odwoływanie się do prawa ustanowionego przez synody lub samą Stolicę Apostolską dla konkretnego Kościoła (183 przypadki). Podkreślona została również rola urzędu patriarchy, który kieruje Kościołem wraz ze swoimi biskupami.
Kodeks był znowelizowany przez Jana Paweł II listem apostolskim motu proprio Ad Tuendam Fidem (kanony 598 i 1436).

## Historia powstania Kodeksu
W związku z zaleceniami Soboru Watykańskiego II, papież Paweł VI ustanowił 10 czerwca 1972 r. Papieską Komisję do Rewizji Kodeksu Kanonicznego Wschodniego. Komisja wspomagana przez Kolegium Konsultorów miała za zadanie przygotować nową redakcję kodeksu prawa kanonicznego dla Kościołów wschodnich. Pierwszy projekt Kodeksu został poddany szerokim konsultacjom. Uwagi przekazane przez hierarchię Kościołów wschodnich, dykasterie Kurii Rzymskiej, zakony oraz uniwersytety były opracowywane następnie przez Komisję. Owocem był wydany w październiku 1988 roku projekt Kodeksu nad którym dyskutowano na dwóch sesjach plenarnych Komisji do Rewizji Kodeksu Kanonicznego Wschodniego. W czasie drugiej sesji, która odbyła się w listopadzie 1988 r. przegłosowano wszystkie poprawki i 28 stycznia 1989 r. przesłano projekt papieżowi Janowi Pawłowi II. Projekt, po przeanalizowaniu przez Papieża, został zaaprobowany 14 września 1990, a następnie promulgowany.